# Baryconus marattus
Baryconus marattus är en stekelart som beskrevs av Mani 1975. Baryconus marattus ingår i släktet Baryconus och familjen Scelionidae. Inga underarter finns listade.